# Soldadura por difusión

## Historia
El proceso de soldadura por difusión se desarrolló a mediados de los años 1970, gracias a su evolución ha llegado a ser una de las tecnologías más modernas en cuanto a soldadura se refiere. El principio de difusión data de hace varios siglos; era utilizado por los joyeros con la intención de ligar oro sobre cobre para la obtención de la chapa de oro. Para ello, primero se produce una lámina de oro fina martillándola; a continuación se coloca la lámina de oro sobre el cobre a ensamblar y una vez todo preparado se coloca una pesa sobre el conjunto. Para concluir el ensamblaje, el conjunto se introduce en un horno, donde se deja hasta obtener la unión lo bastante fuerte.
El método fue inventado por el científico soviético N.F. Kazakov en 1953.

## Introducción
La soldadura por difusión, SD (en inglés diffusion welding, DFW), puede considerarse una extensión del proceso de soldadura por presión a temperatura elevada y larga duración. Es un proceso en estado sólido obtenido mediante la aplicación de calor y presión en medio de una atmósfera controlada con un tiempo lo suficientemente necesario para que ocurra la difusión o coalescencia. Dicha coalescencia se lleva a cabo mediante una difusión en estado sólido.
El proceso de difusión es utilizado para unir metales de misma o diferente composición, para la obtención de difusión con metales de diferente composición se suele introducir con frecuencia entre los metales a unir una pequeña capa de relleno como por ejemplo níquel, para promover la difusión de los dos metales base.
Este proceso se lleva a cabo en tres procedimientos:
1. Hace que las dos superficies se suelden a alta temperatura y presión, aplanando las superficies de contacto, fragmentando las impurezas y produciendo un área grande de contacto de átomo con átomo.
2. Una vez obtenidas las superficies lo suficientemente comprimidas a temperaturas altas, los átomos se difunden a través de los límites del grano, este paso suele suceder con mucha rapidez aislando los huecos producidos por la difusión en los límites del grano.
3. Por último se eliminan por completo los huecos mencionados en el segundo paso, produciéndose una difusión en volumen, la cual es muy lenta respecto de la anterior.

La difusión tiene lugar a través de la masa del metal por un mecanismo en el que intervienen los límites del grano, siendo muy importante a temperatura elevada. El proceso de difusión viene dado por la expresión:

{\displaystyle D=D_{o}\cdot e^{-E/RT}}

Donde D es el coeficiente de difusión, el cual representa la cantidad de soluto que emigra a través de un cubo unidad de solvente por unidad de temperatura con un gradiente de concentración la unidad; R es la constante de los gases y T la temperatura en unidades absolutas. Do es una constante de las mismas dimensiones que D y E es la energía de activación necesaria para producir el movimiento de átomos de un hueco a otro.
En el proceso de Soldadura o unión por difusión también se admiten dos formas de enlace o unión: en forma o estado sólido y fase líquida. 
- Estado sólido: una delgada capa de óxido producida al inicio se disuelve en el metal base y se separa difundiéndose, llegando a obtener la unión. La temperatura empleada en estado sólido es de unos (0,7xTemperatura de fusión del metal base) y las presiones son de unos 5-15 N/mm². La unión concluirá transcurridos unos 2 o incluso 480 minutos dependiendo del material.
- Fase líquida: Es posible que sea formada cuando se introduce una capa intermedia o se ensamblan dos metales distintos a la temperatura de soldadura; de hecho la temperatura de soldadura se ve limitada por la temperatura en la cual se forma la fase líquida. Al rebosar la fase líquida sobre las caras de contacto esta ayuda a la limpieza de dichas caras y proporciona un medio de enlace entre las superficies; esto favorece que se vea reducida la necesidad de deformación en las superficies de contacto y la soldadura pueda obtenerse a presiones muy pequeñas.

## Características del proceso
Para la buena unión de las superficies, es necesario que tengan un contorno bien ajustado y plano con un acabado superficial de buena calidad recomendándose superficies acabadas mediante amolado, torneado o fresado y con un acabado superficial de unos 0,2-0,4 μm. También son de buena calidad aquellas que tengan una superficie en laminado o trefilado brillante, siendo rigurosamente necesario su desengrase en las superficies de contacto antes de ser unidas.
Una alternativa dentro del proceso de difusión es utilizar una capa intermedia de un material más blando, como por ejemplo una hoja de níquel entre las superficies a unir, o bien utilizar una lámina muy fina y blanda de composición muy semejante a la de los materiales a soldar.
Para ello las temperaturas empleadas son del orden de (0,7xTemperatura de fusión del metal base) para materiales similares, o inmediatamente inferior a la temperatura de fusión más baja de los dos materiales de diferente composición que se quieren soldar.
La presión que se debe utilizar debe ser muy alta para que el ensamblaje inicial de las superficies se produzca rápidamente, pero no debe ser extremadamente alta como para que la pequeña fluencia que se ve producida se convierta en una deformación plástica excesiva.
El proceso de soldadura por difusión incluye dos mecanismos que pueden superponerse. Inicialmente se encuentra la dispersión de la contaminación superficial y la difusión de los óxidos en la matriz de las piezas a enlazar; los materiales que pueden disolver sus propios óxidos, como por ejemplo el hierro y titanio se sueldan fácilmente; por el contrario, los que forman óxidos superficiales refractarios tenaces, como por ejemplo el aluminio, no se sueldan tan fácilmente. El segundo mecanismo es la eliminación de los pequeños poros lenticulares por difusión y por fluencia que se quedan después del hundimiento inicial de las asperezas aisladas.
- Pasos producidos en la microestructura cristalina en la unión o soldadura por difusión:

(a): Al principio, el área de contacto es pequeña.
(b): Al aplicar presión se deforma la superficie, aumentando el área de contacto.
(c): La difusión en límites del grano permite contraer los huecos.
(d): Por último para la eliminación final de los huecos se requiere una difusión en volumen.

Animación del proceso de Soldadura por difusión

Por tanto este proceso de soldadura, se emplea para fabricar piezas complicadas en la industria aeroespacial, nuclear y electrónica, y tiene posibilidades de automatización. Resulta en un proceso muy complicado y demanda capacitación y mucha destreza del operario.

## Equipo para la realización
Para esta soldadura pueden utilizarse varios tipos de equipo de vacío con la característica de que puedan producir una evacuación rápida de unos 10-3 torr y a su vez ser capaces de conseguir un control del desprendimiento de gases del metal en caliente. La difusión de algunos metales como el hierro con un contenido en carbono entre 0,008 a un 2,14%, pueden realizarse en una atmósfera de gas protector esto implica la necesidad de limpiar la superficie de contacto donde se va a realizar la unión produciendo una limitación elevada de esta técnica reduciéndola a formas más pequeñas y concisas. 
A continuación cito algunos ejemplos de aplicación y sus características:
- Calentamiento directo por resistencia: Las placas que lo forman deben estar perfectamente aisladas una de otra incluyendo las mismas paredes del habitáculo, tanto el diseño como el material de las barreras térmicas deben de asegurar una conductividad eléctrica necesaria para realizar el proceso así como garantizar la menor pérdida de calor. Para este equipo, se pueden utilizar pequeñas capas de material como por ejemplo: acero suave, carbón o hierro fundido.
- Protección por vacío: Este método de aplicación se usa muy a menudo y a pequeña escala, las piezas que se ven sometidas a este proceso pueden ser prensadas entre placas mediante un horno de vacío en el cual se realiza el calentamiento por inducción. La carga puede aplicarse por medio de unos pesos, palancas o bien por métodos hidráulicos. Otra consideración a tener en cuenta es el drenaje de calor hacia las placas, para evitar esto se interponen una serie de barreras térmicas entre piezas y las superficies de las placas.

## Ventajas de la soldadura por difusión
Una de las ventajas más importantes que motivaron al desarrollo de este tipo de soldadura es la capacidad de unión de metales diferentes incluyendo aquellos que son difíciles de unir por procesos convencionales de fusión. Materiales no metálicos, como por ejemplo la cerámica o productos de metal sinterizado podían ensamblarse a los metales de una forma extraordinariamente resistente que nunca antes había sido posible de realizar. La capacidad de soslayar dificultades metalúrgicas mediante un ensamblaje de varios materiales a través de una capa intermedia de níquel muestra una ventaja importante en este proceso; pero posiblemente una de las más importantes es que la soldadura por difusión nos permite un nuevo concepto de soldadura así como nuevos retos de unión sobre formas de unir materiales con una gran fiabilidad y resistencia. Esto es posible gracias a que en la soldadura por difusión no hay problemas de acceso y se pueden realizar uniones en piezas con rebajes profundos, huecas totalmente cerradas o incluso una dentro de otra. También cabe destacar que no hay un límite en el número de uniones que se puedan realizar de una sola operación, esto nos ayuda a abaratar los costes de tiempo.
Cuando se realiza la soldadura por difusión mediante una fuente de calor localizada móvil, como puede ser la soldadura por arco, se produce un alto gradiente de temperatura produciendo con ello una deformación debido a las tensiones residuales; esta deformación puede tomar dos formas: lineal y de torsión. Mediante los métodos de fusión la mejor opción que tenemos es disponer simétricamente el metal de soldadura y limitar su cantidad a la extensión de la fusión. Desde este punto de vista el haz de electrones es el método de fusión que mejor se puede adaptar; pero la soldadura por difusión es uno de los métodos, aparte de la soldadura blanda, que está libre de todo tipo de deformaciones, esto es posible gracias a su calentamiento totalmente uniforme y con ello su despreciable deformación. Muchos casos que se ven día a día en la construcción, ensamblaje e ingeniería hechos por soldadura por fusión necesitan una corrección de las deformaciones y una operación de mecanizado para la obtención de las piezas de forma precisa; este tipo de mecanizados no son necesarios mediante la soldadura por difusión.
La soldadura por difusión no es considerada un proceso de elevada velocidad de unión. Pero una pequeña consideración mostrará que el tiempo que se tarda en realizar la soldadura en un área pequeña será el mismo que el de unir un área grande y por tanto el tiempo total diferirá por el tiempo extra que será necesario para llevar a la pieza a su temperatura de unión. Si es empleado un calentamiento por resistencia, la mayoría de las uniones con áreas grandes pueden elevarse a la temperatura de unió tan rápidamente como si de una área grande se tratara. Por ejemplo 25000 mm² pueden soldarse con el mismo tiempo que se tardaría en soldar un área de 250 mm².
El uso de moldes y deformación aplicando aire comprimido a componentes fijados por difusión es una técnica para fabricar ciertas estructuras, que resultan delgadas con grandes relación de rigidez entre peso. Esto evita el uso de sujetadores mecánicos, mejora la precisión dimensional y reduce esfuerzos residuales.

## Metales soldables
Los materiales más comúnmente utilizados en este proceso de soldadura son:
- Titanio
- Cerámicas
- Carburos
- Principales elementos de aleación de acero inoxidable: hierro, cromo y níquel.
- Cobre
- Aluminio
- etc

En resumen, la unión por difusión se verá realizada en combinación con componentes metal-metal o metal-cerámica.

## Aplicaciones
Las aplicaciones más importantes que nos podemos encontrar en la actual industria son:
- Colocación de puntas de aleaciones duras y carburos en herramientas de corte.
- Fabricados de titanio, desde sencillas piezas para reemplazar piezas forjadas a grandes estructuras, muy utilizado en la industria aeroespacial.
- Combinación de metales diferentes para aplicaciones eléctricas y criogénicas.
- Recubrimiento superficial de superficies o planchas para evitar el desgaste, la corrosión, el calor aumentando con ello su resistencia, esta aplicación es la más utilizada.
- Unión de multitud de piezas complejas huecas, múltiples en acero y otros materiales.
- Resolución de problemas en los machos complicados en piezas fundidas o ángulos a contradespulla en piezas forjadas.